# Brinco

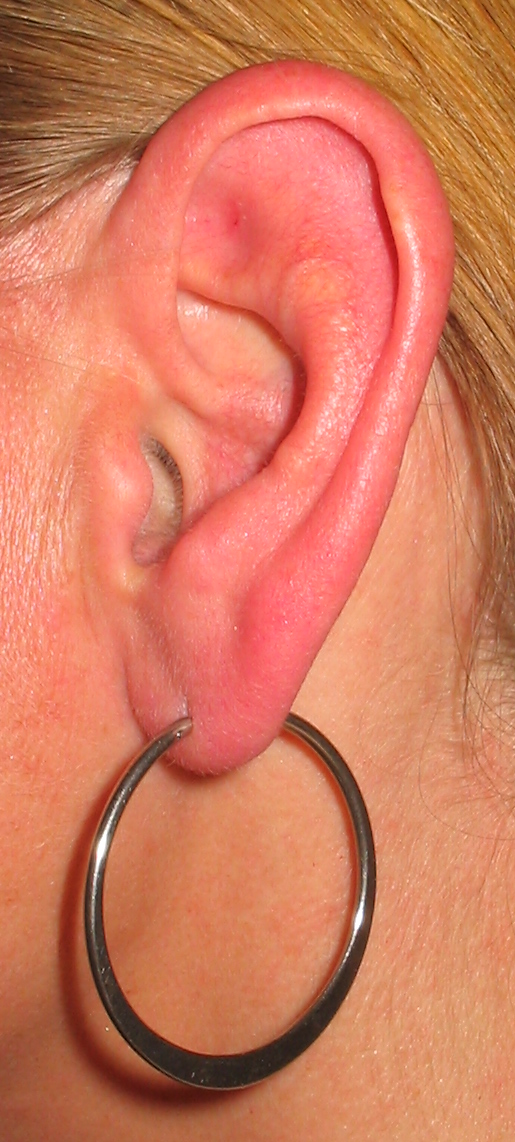
Mulher usando brinco de prata no formato de argola.

Brincos são peças de joalheria ou bijuteria que servem para adornar as orelhas. Podem ser usados tanto por mulheres como por homens. Os brincos são uma espécie simples de piercing, atravessando o lóbulo ou qualquer outra parte externa das orelhas, ou podem ser presos externamente, por uma espécie de clipe.
Os brincos podem ser feitos de inúmeros materiais, como metal, plástico, vidro, pedras preciosas ou contas. O tamanho é geralmente limitado pela capacidade física do lóbulo em levar o brinco sem sofrimento físico.
Os brincos são utilizados em todo o mundo, nas mais variadas culturas, e é comum colocá-los nas meninas logo após seu nascimento.

## Brincos e os homens

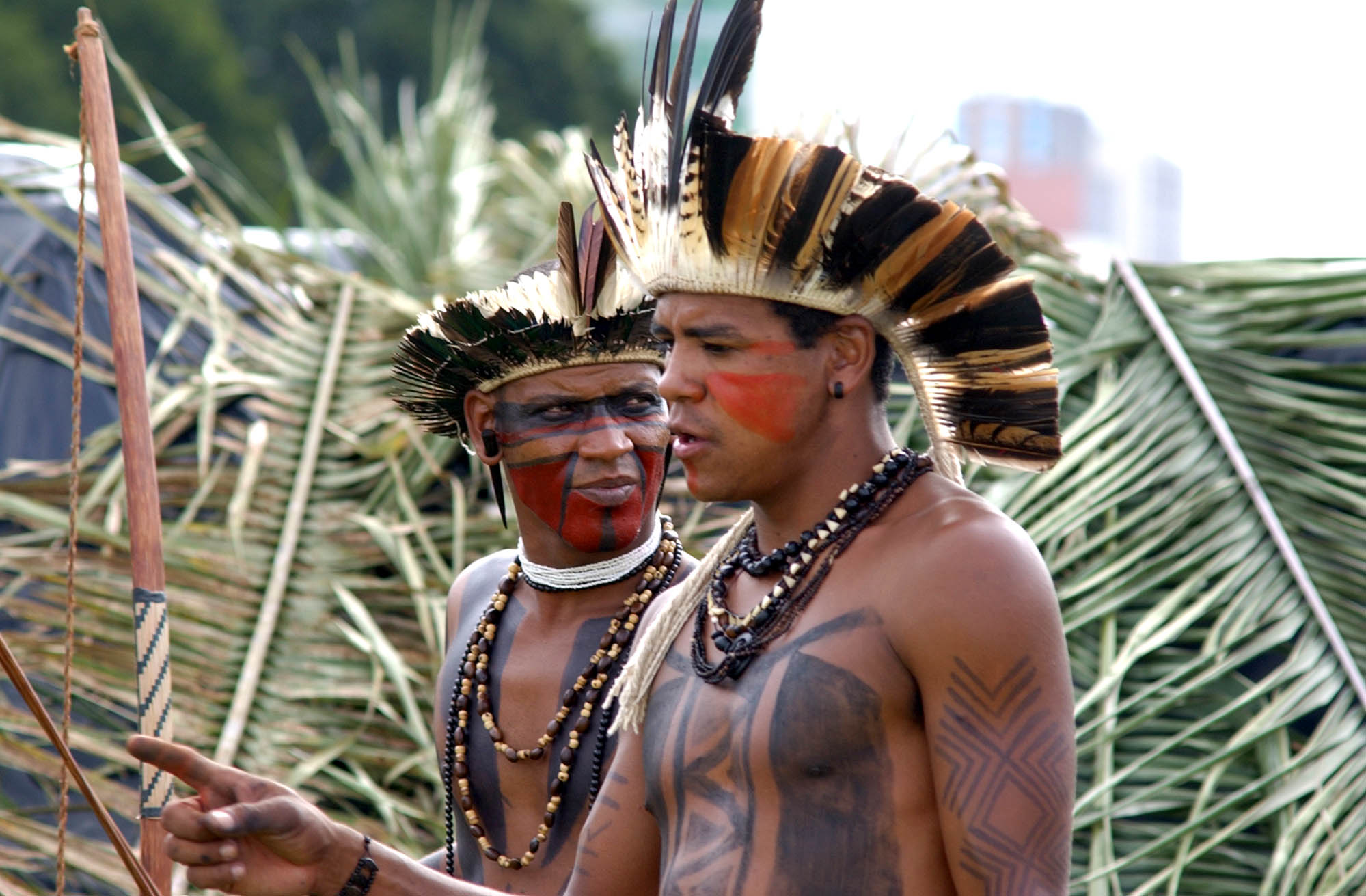
Índios pataxós usando brincos

Embora mais popular o uso de brincos entre as mulheres, tem-se tornado popular o seu uso entre os homens também.
Nos anos 70, o uso de brincos entre os homens, voltou pelo underground por conta do movimento Punk
Na década de 80, o cantor George Michael popularizou o uso do brinco em apenas uma orelha.
O uso de brincos entre os homens era comum na Pérsia e na Grécia antiga, como pode ser observado nas ruínas de pinturas e estátuas da Antiguidade. Piratas também são frequentemente associados ao uso de brincos. Os índios também usam o brinco como adorno.
Não podemos esquecer que antes nos tempos bíblicos as mulheres tinham brincos que eram usados nos narizes, por parte de Israel. Isso ocorreu devido a cultura da época que era necessário para dar importância e valores à mulher daquela época.

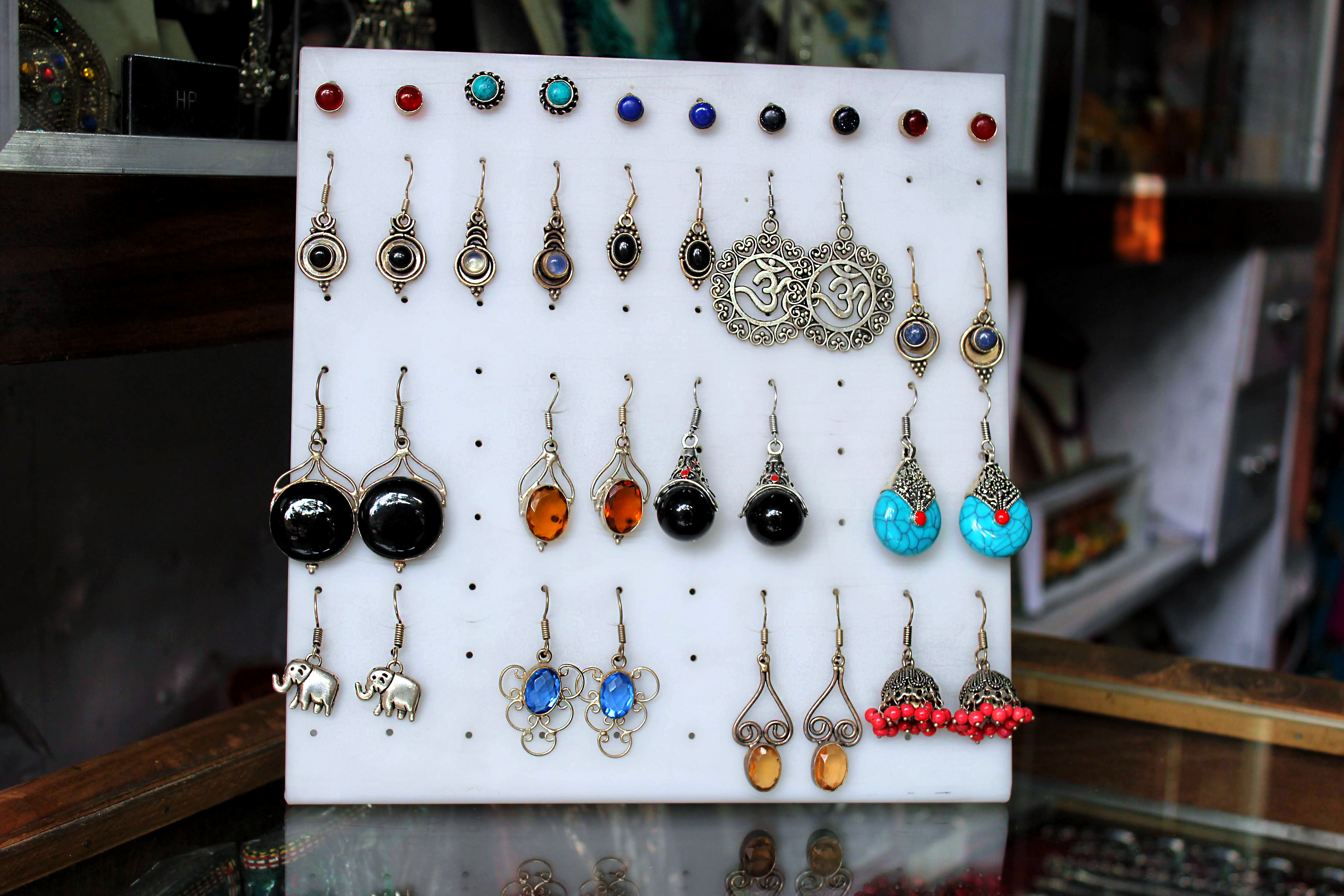
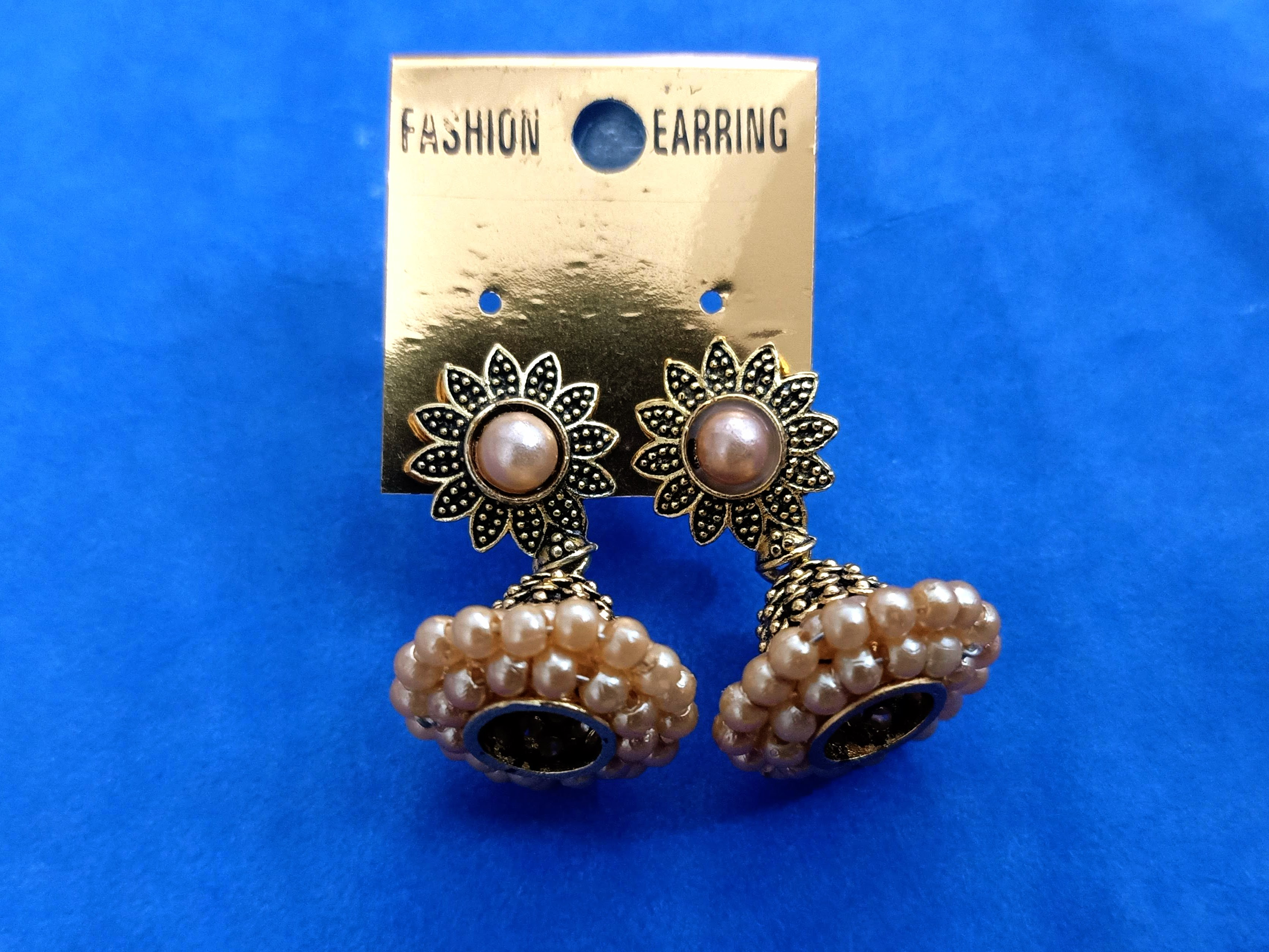
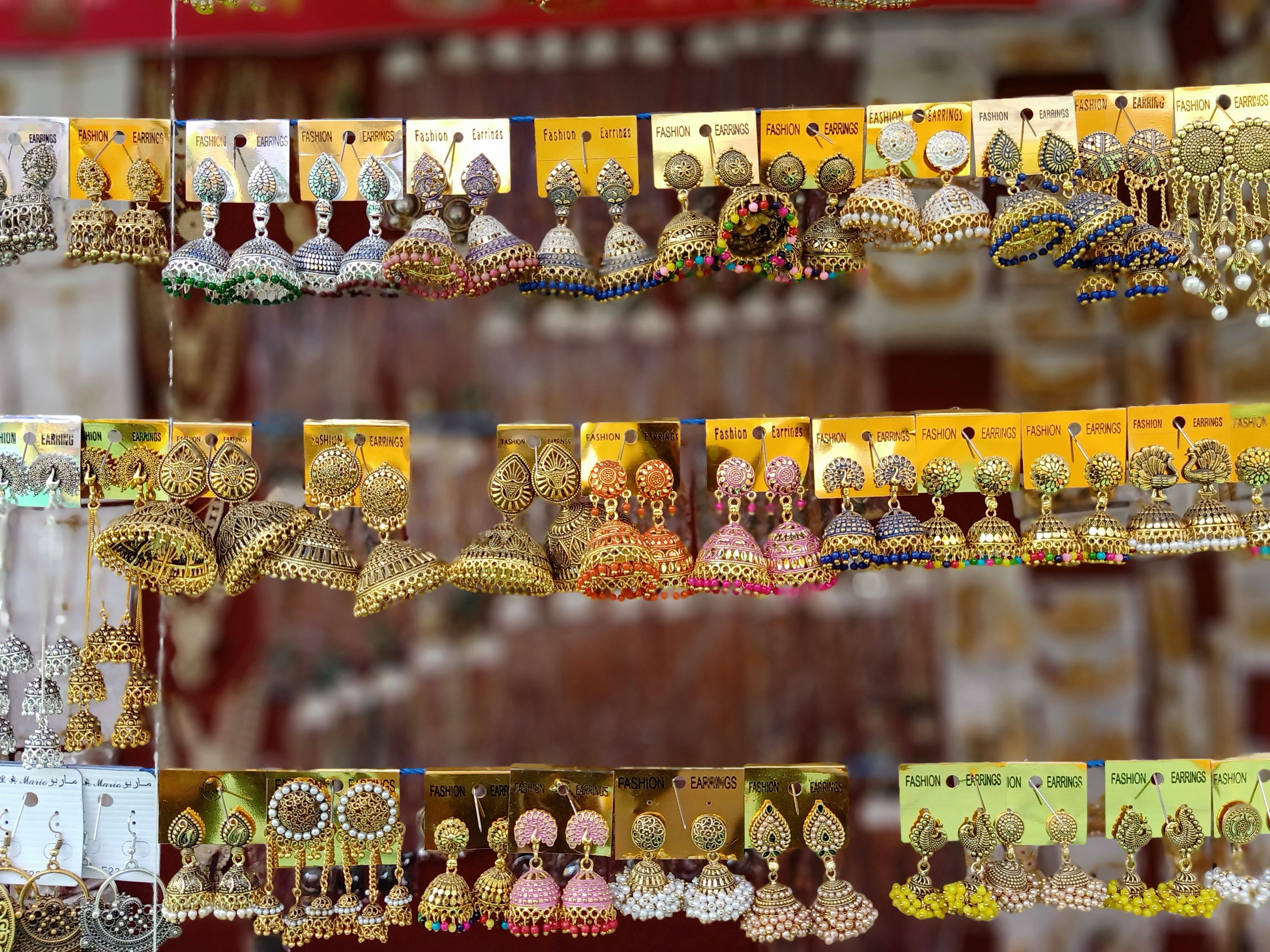

## Uso na medicina
Para o tratamento de queloides na região do lóbulo da orelha é possível o uso de brincos de borracha fixados no intraoperatório visando aumentar a eficácia do tratamento cirúrgico.